# Lijst van pleinen in Rome

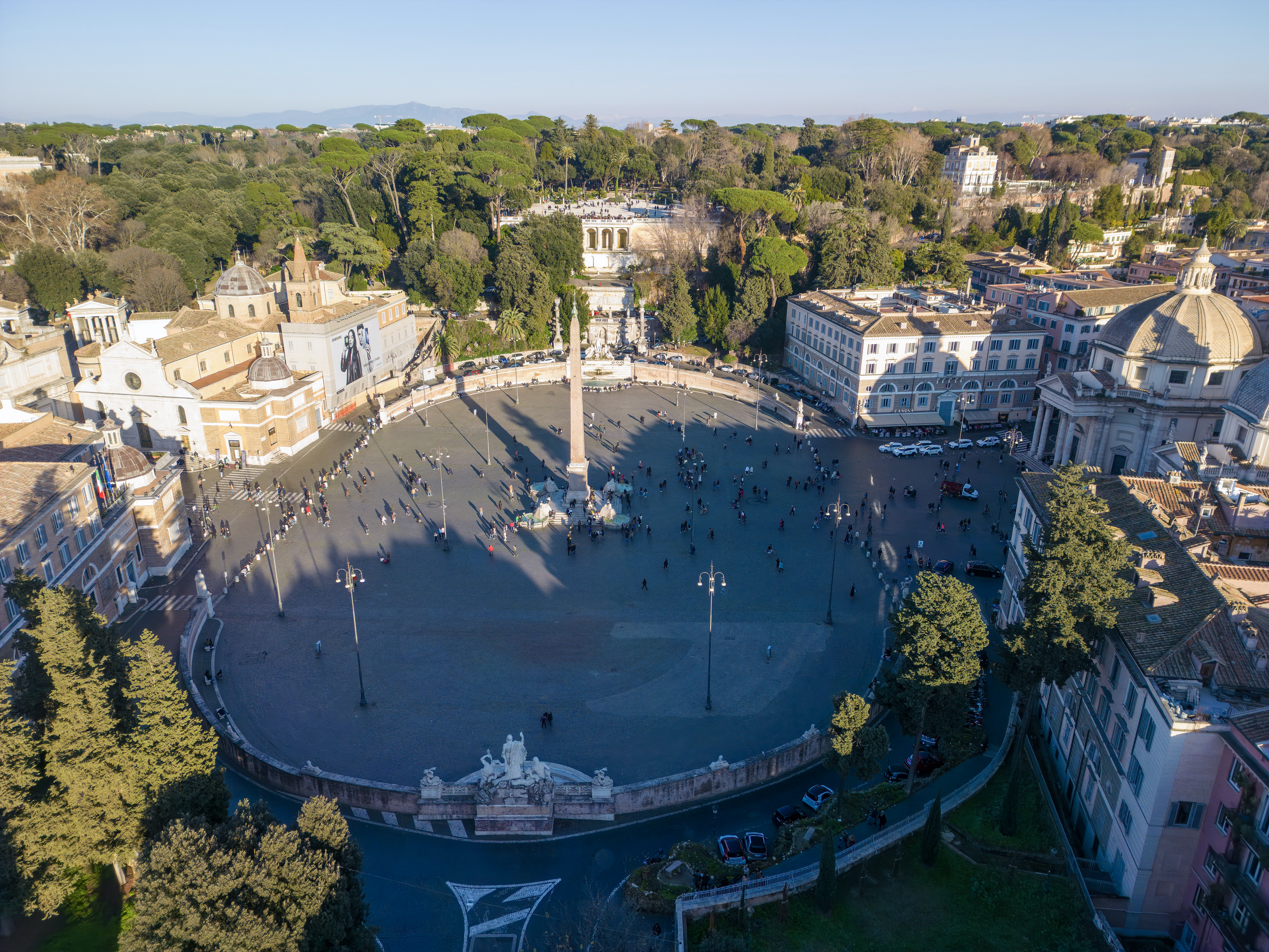
Piazza del Popolo

Dit is een lijst van pleinen in Rome, Italië.
- Piazza Albania
- Piazza Augusto Imperatore
- Piazza Barberini
- Piazza di San Bernardo
- Piazza Bocca della Verità
- Piazza Bologna
- Piazza Buenos Aires
- Piazza del Campidoglio
- Campo de' Fiori
- Piazza Colonna
- Piazza Cavour
- Piazza di San Cosimato
- Piazza Farnese
- Piazza Flaminio
- Piazza di San Giovanni in Laterano
- Piazza Garibaldi
- Piazza Mastai
- Piazza Mattei
- Piazza Mazzini
- Piazza Medici
- Piazza della Minerva
- Piazza Montecitorio
- Piazza Navona
- Piazza Pio XII
- Piazza del Popolo
- Piazza di Porta Maggiore
- Piazzale di Porta Pia
- Piazza del Quirinale
- Piazza dei Re di Roma
- Piazza della Repubblica
- Piazza del Risogimento
- Piazza della Rotonda
- Piazza di San Marco
- Piazza Santa Maria in Trastevere
- Piazza Scanderbeg
- Piazza di Spagna
- Piazza Thorvaldsen
- Piazza di Trevi
- Piazza Trilussa
- Largo di Torre Argentina
- Piazza Venezia
- Piazza Vittorio Emanuele II